# 奧林匹亞宙斯神廟

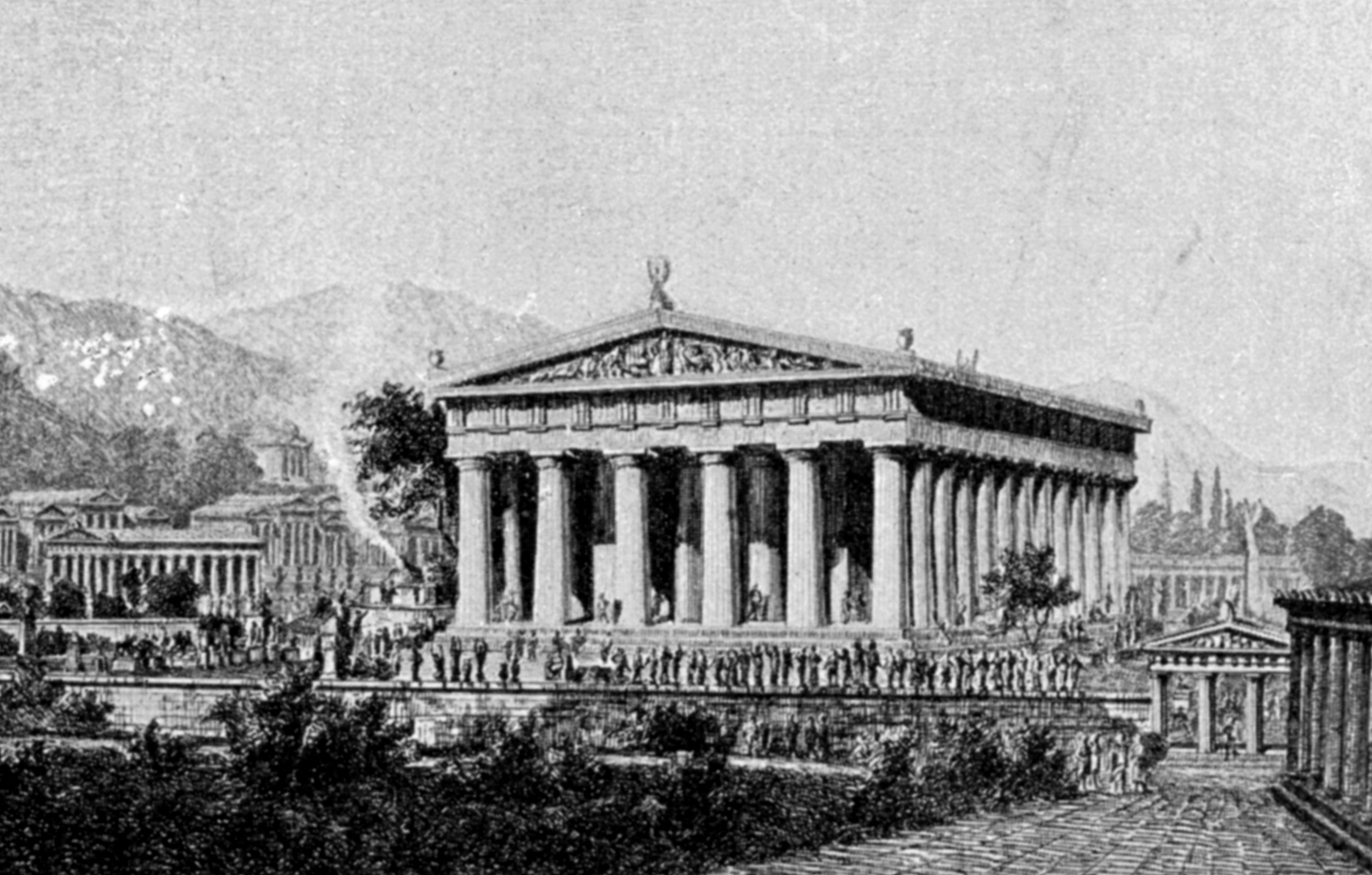
威廉·盧貝克的宙斯神廟插畫

奧林匹亞宙斯神廟（希臘語：Ναός του Δία στην Ολυμπία）是一座位於希臘奧林匹亞的古代希臘神廟，建造於公元前472年至456年間，目的是祭祀天神宙斯。426年被毁，现今仅存遗址。它是古典希臘神廟中多立克柱式的典型。

## 構造

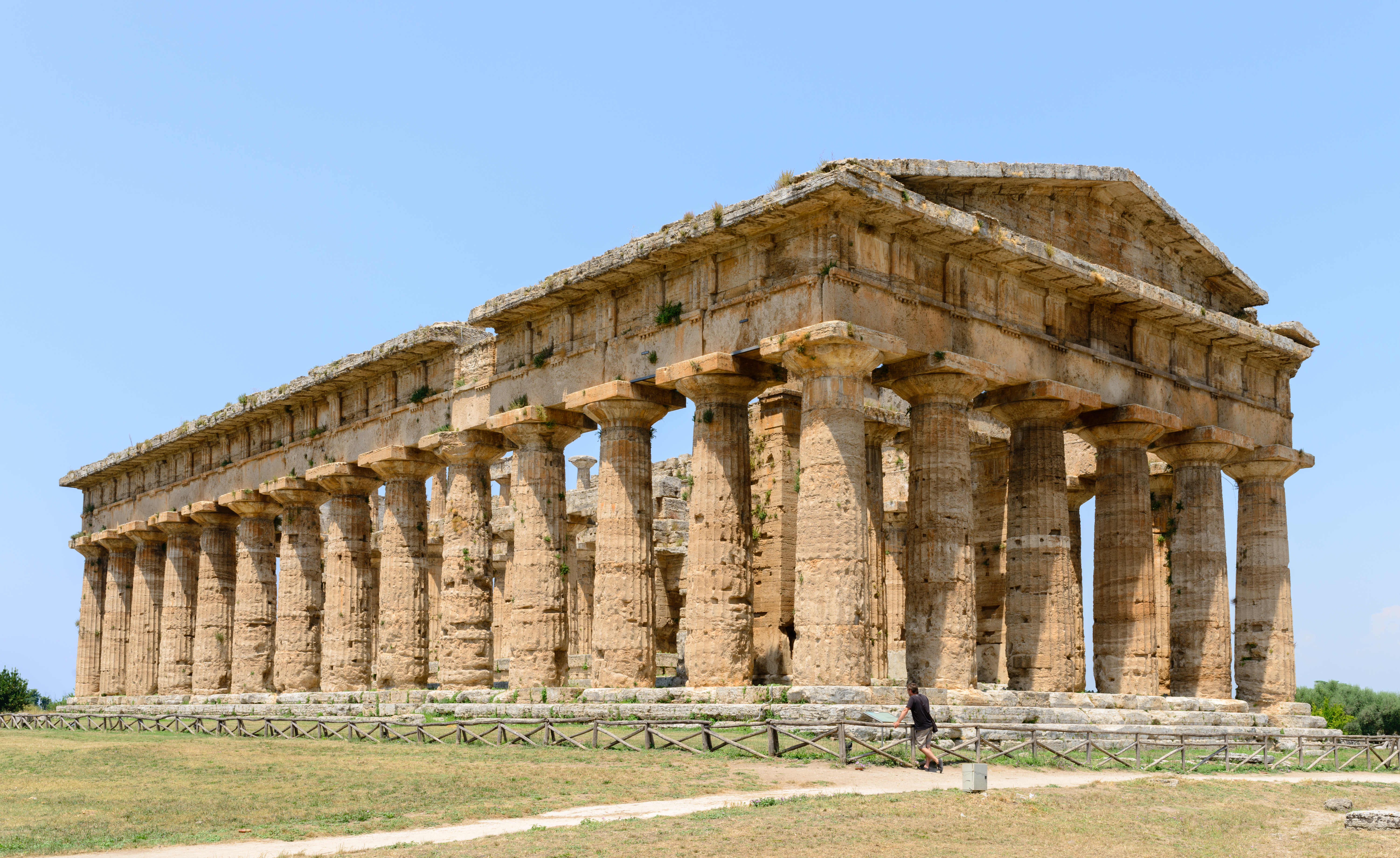
赫拉第二神庙是宙斯神庙的翻版

其叫“Altis”的圣林（sacred grove）圍牆，露天祭壇和珀羅普斯之墓最早形成于公元前10至9世紀的希臘黑暗時代，當時宙斯祭儀已經和赫拉祭儀合一了。
神廟的建造者是古希臘建築師里本。，刻有排檔間飾和三豎線花紋裝飾，頂部有三角楣飾。
神廟的主要結構是用石灰岩建造的，外表塗以灰泥。神廟內的雕刻品使用帕羅斯島大理石，屋瓦採用和雅典衛城的帕德嫩神廟同的彭忒利科大理石。

## 宙斯神像
宙斯神像坐落於奧林匹亞宙斯神廟中，這座神像是古希臘雕刻家菲迪亞斯的作品，大約建造於公元前457年。神像有以黃金製成的橄欖冠，坐在用杉木製成的宏偉的寶座上，並飾以黃金、象牙、烏木以及各種珍貴的寶石。左手持神杖，右手持勝利女神。

## 裝飾

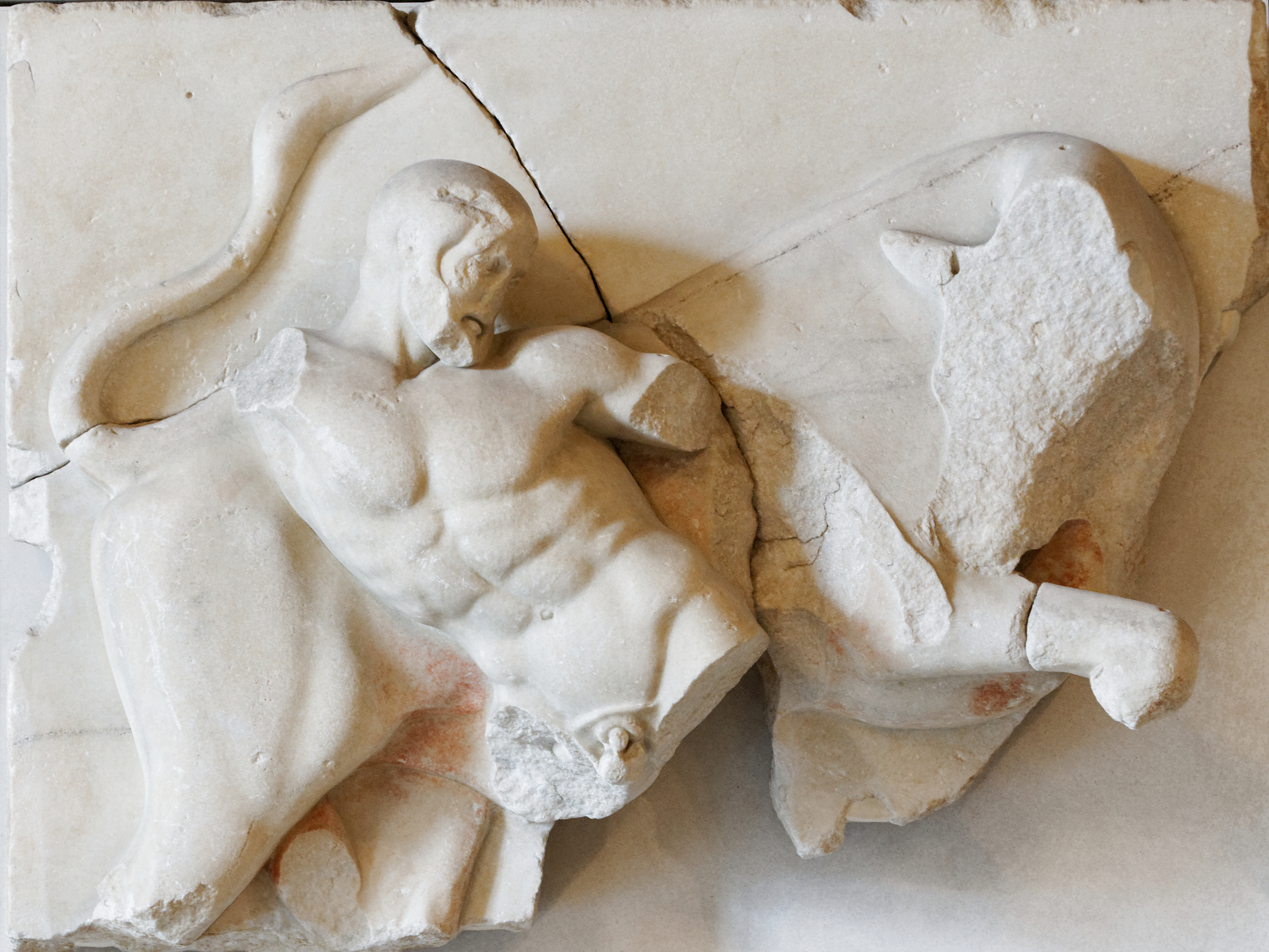
赫拉克勒斯與克裡特公牛，羅浮宮

東部三角楣飾描述的是珀羅普斯和俄諾瑪俄斯的二輪戰車競賽場景，宙斯站在他們中間，周圍是一些英雄。其中人物共15個，有些人物的身份仍然未明確。
西部三角楣飾描述的是佩里圖斯婚宴上半人馬與拉庇泰人的戰鬥。阿波羅 站立於中央，周圍是佩里圖斯和忒修斯。拉庇泰人的王佩里圖斯邀請半人馬赴宴，半人馬們喝醉之後開始搶劫女子而被前者擊敗。其阿波羅神像現存於奧林匹亞考古博物館。
在門廊和後殿等一些地方雕刻著赫拉克勒斯十二偉業。

## 結局

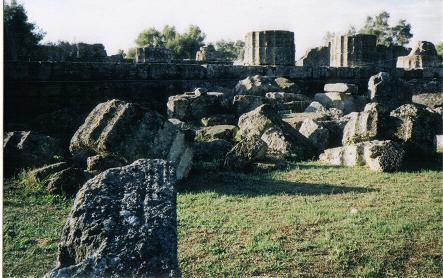
遺址

426年，狄奧多西二世下令摧毀這座神廟，其遺址在522年和551年的地震中遭到進一步破壞。
1766年，該神廟被重新發現。1829年一群法國考古學家对遺址進行了一部份挖掘，並將一些飾物帶回了羅浮宮。1875年開始系統的發掘，組織者是德國考古研究所。

## 相關創作
- 在1997年迪士尼電影《大力士》中，宙斯神廟被描述為半神的赫拉克勒斯和其父宙斯唯一的交流場地。在電視劇集《大力士》中，宙斯通過使用神廟中的宙斯神像來解決一些地球上的問題。

## 外部連結
- 宙斯神廟的佈局與雕刻 （页面存档备份，存于）（英文）
- 海德堡大學圖書館資料

37°38′16″N 21°37′48″E / 37.63778°N 21.63000°E